# Stráž (okres Domažlice)
Stráž (německy Hochwarth) je obec v okrese Domažlice v Plzeňském kraji. Žije zde 223 obyvatel.

## Historie
První písemná zmínka o obci pochází z roku 1579.

## Obyvatelstvo
| Rok            | 1869 | 1880 | 1890 | 1900 | 1910 | 1921 | 1930 | 1950 | 1961 | 1970 | 1980 | 1991 | 2001 | 2011 | 2021 |
| -------------- | ---- | ---- | ---- | ---- | ---- | ---- | ---- | ---- | ---- | ---- | ---- | ---- | ---- | ---- | ---- |
| Počet obyvatel | 363  | 361  | 363  | 370  | 364  | 351  | 337  | 237  | 236  | 211  | 234  | 213  | 235  | 227  | 205  |
| Počet domů     | 58   | 58   | 60   | 61   | 63   | 65   | 66   | 69   | 59   | 53   | 52   | 62   | 70   | 78   | 82   |

## Obecní správa
V letech 1850–1889 patřila Stráž jako osada obce k Nevolicím v okrese Domažlice. Od roku 1889 je obcí. V letech 1961–1990 k obci patřily Pelechy a od 1. ledna 1985 do 23. listopadu 1990 také Nová Pasečnice a Stará Pasečnice. V letech 1961–2012 byla jako její část vedena i zaniklá vesnice Šnory.

### Obecní symboly
Znak a vlajka byly obci uděleny rozhodnutím předsedy Poslanecké sněmovny Parlamentu České republiky dne 22. října 2008.

## Pamětihodnosti
- Kaplička na návsi

## Další fotografie

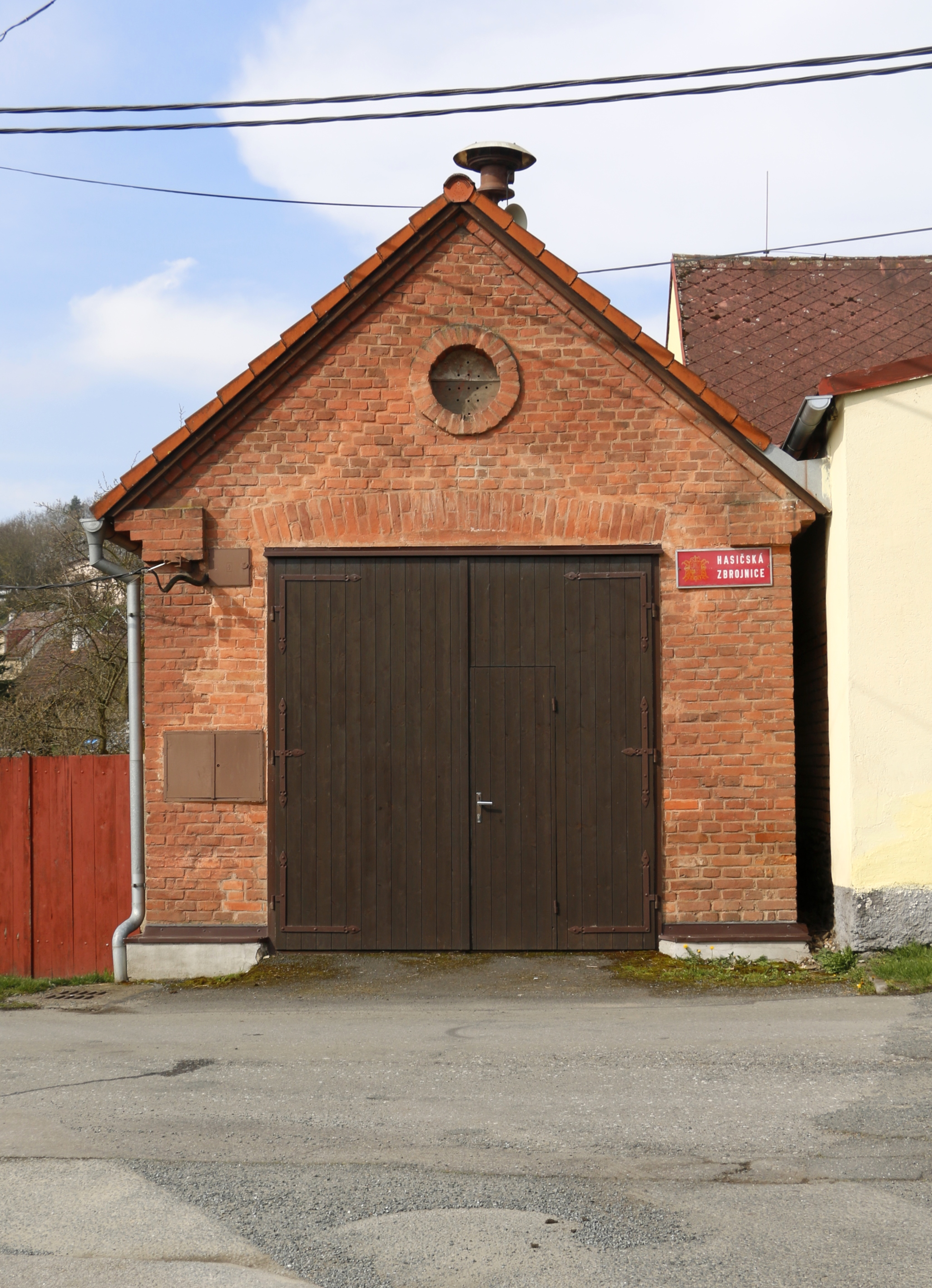
Hasičárna
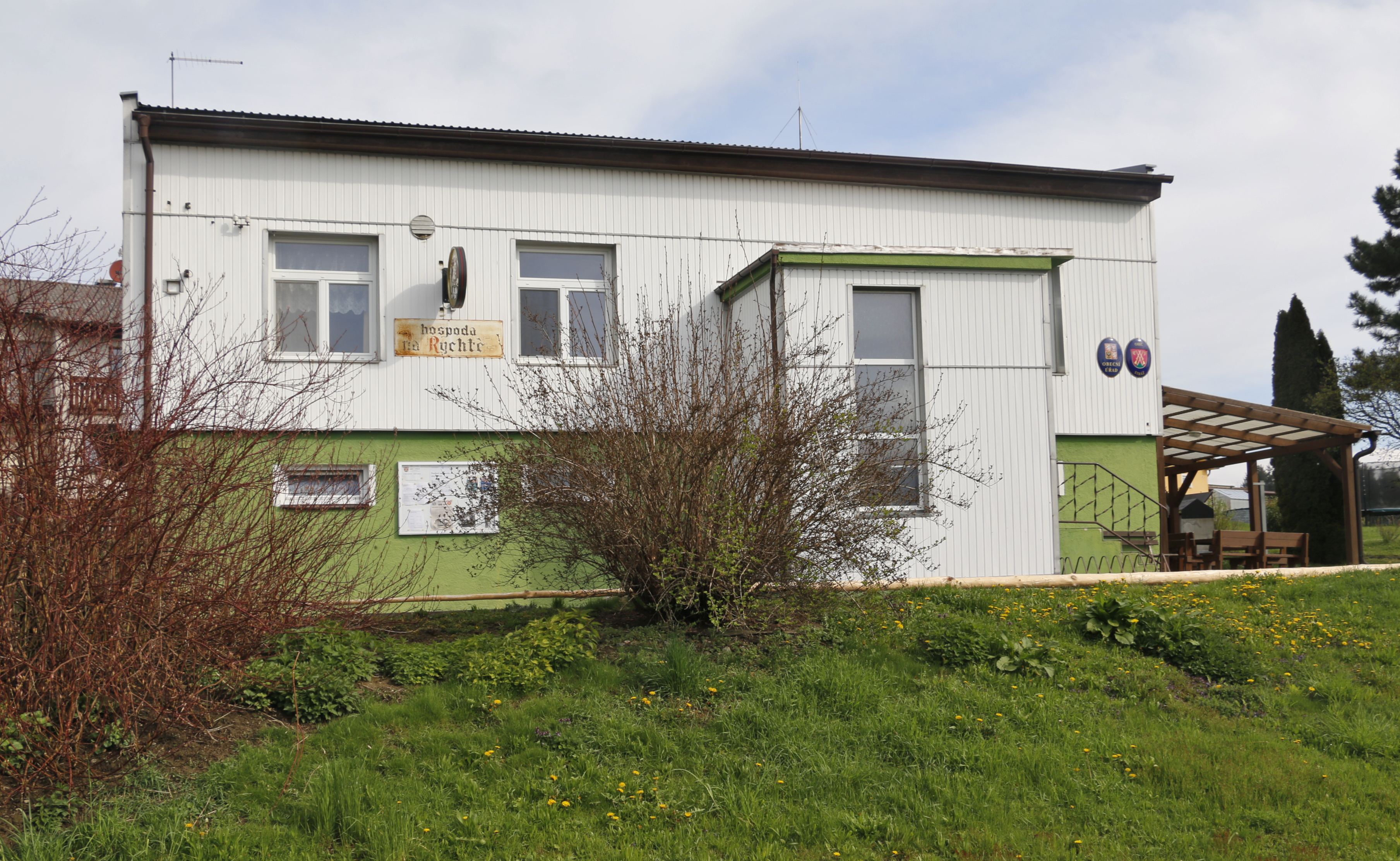
Obecní úřad
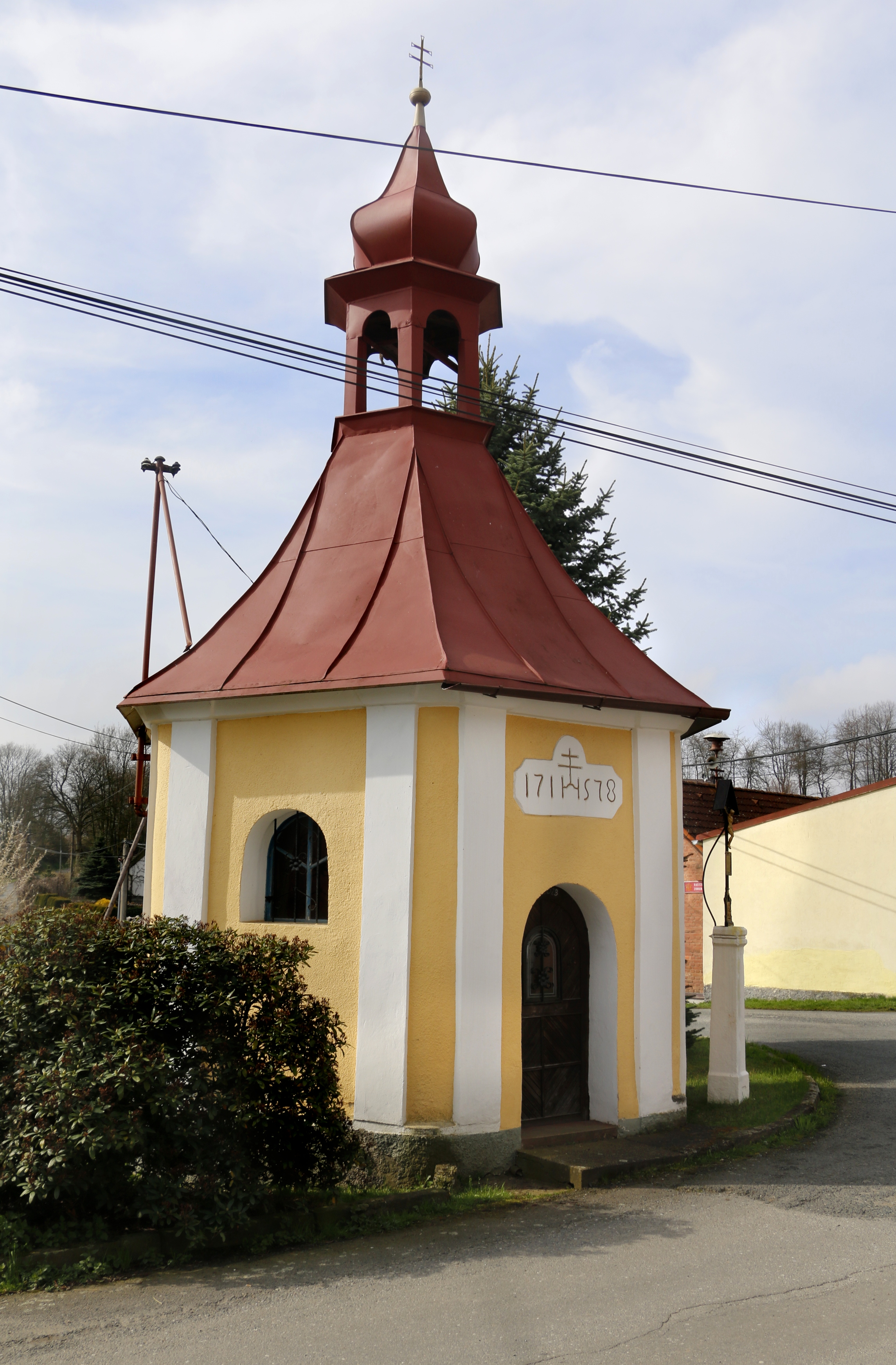
Kaplička svatého Vavřince
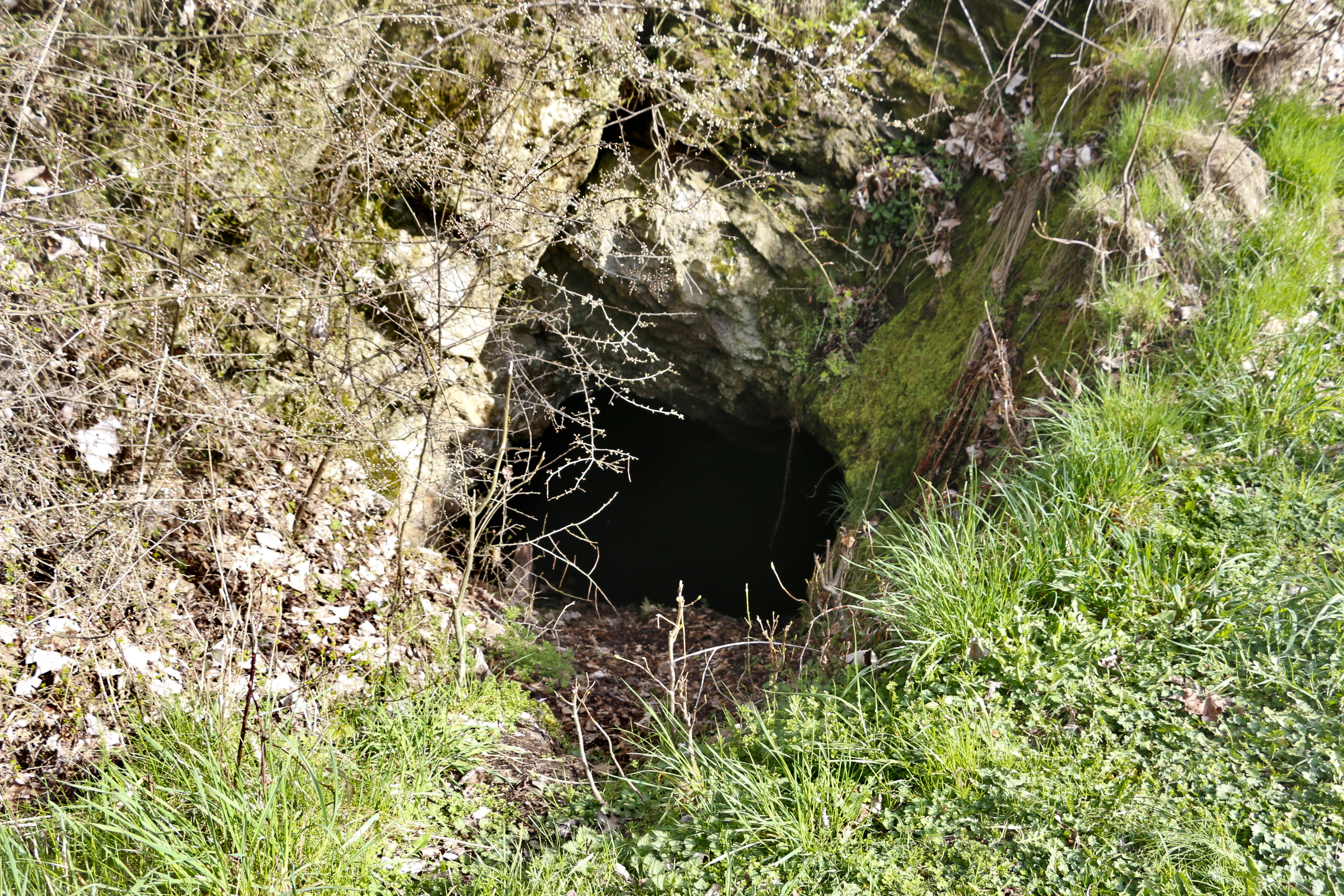
Bývalý důl svatého Vavřince